# زیردریایی تیپ آی‌اکس‌ای آلمان
زیردریایی تیپ آی‌اکس‌ای آلمان (به انگلیسی: German Type IXA submarine) یک کلاس از زیردریایی است که  ارتفاع آن ۹٫۴۰ متر (۳۰ فوت ۱۰ اینچ) می‌باشد.